# Gottlieb Wagner (Politiker)
Georg Gottlieb Wagner (* 19. März 1838 in Massenbach; † nach 1894) war ein deutscher Landwirt und Politiker (DP). Von 1889 bis 1895 war er Mitglied in der Abgeordnetenkammer der Württembergischen Landstände.

## Leben
Wagner war evangelischer Konfession, Landwirt und Mitglied des Gemeinderats in Großgartach. Sein einziger Sohn Albert Wagner und dessen Sohn Richard Wagner waren ebenfalls Landwirte und Gemeinderäte dort, und die Familie betreibt nach wie vor Landwirtschaft und Weinbau in Leingarten.
Bei der Wahl 1889 kandidierte Wagner im Wahlkreis Heilbronn Amt. Der seitherige Wahlkreisabgeordnete Georg Härle trat nun im Wahlkreis Heilbronn Stadt an. In der Stichwahl siegte Wagner knapp gegen den Heilbronner Redakteur und Verleger der Heilbronner Zeitung Franz Lipp (1855–1937), dessen Anhänger das Wahlergebnis erfolglos anfochten.